# 海福克 (加利福尼亞州)
海福克（英語：Hayfork）是位於美國加利福尼亞州三一縣的一個人口普查指定地區。

## 地理
海福克的座標為40°34′17″N 123°08′48″W / 40.57139°N 123.14667°W，而該地最高點為海拔高度704米（即2310英尺）。

## 人口
根據2010年美國人口普查的數據，海福克的面積為186.791平方千米，當中陸地面積為186.733平方千米，而水域面積為0.058平方千米。當地共有人口2368人，而人口密度為每平方千米12人。